# فنادق ديديمان
فنادق ومنتجعات ديديمان الدولية هي سلسلة دولية من الفنادق والمنتجعات، تملكها مجموعة ديديمان العائلية التركية. أنشأت الشركة أول فنادقها في أنقرة وهو فندق ديديمان الذي افتُتح في عام 1966. وتعمل الشركة في 15 موقعًا في جميع أنحاء تركيا وفي كازاخستان ،العراق، وروسيا.

## فنادق ديديمان
- ديديمان إسطنبول
- فندق ومركز مؤتمرات ديديمان بوستانجي اسطنبول بوستانجي
- بارك ديديمان بوستانجي
- بارك ديديمان دنيزلي
- ديديمان أربيل (2013)
- فندق ومركز مؤتمرات ديديمان غازي عنتاب عنتاب
- بارك ديديمان عنتاب
- فندق ومركز مؤتمرات ديديمان قونية قونية
- مركز ديديمان أوسكيمين تافروس أوسكمان-كازاخستان (2014)
- ديديمان بالاندوكن أرضروم
- ديديمان، مركز التزلج أرضروم
- ديديمان أورفة
- ديديمان زونغولداق
- بارك ديديمان معمورة العزيز (2016)[2]
- بارك ديديمان طرابزون (2016)[3]
- بارك ديديمان إسكي شهر (2018)[4]
- ديديمان توقاد (2017)[5]
- بارك ديديمان قسطموني (2021)[6]

## روابط خارجية
- http://www.dedeman.com/